# Francisco Javier Huacus Esquivel
Francisco Javier Huacus Equivel (26 de agosto de 1986) es un político mexicano, que fue miembro del Partido del Trabajo (PT). Fue diputado federal desde 2018 hasta 2024.

## Reseña biográfica
Francisco Javier Huacus es licenciado en Pedagogía por la Universidad Nacional Autónoma de México, ejerció la docencia en varias instituciones educativas de su localidad.
Inició su actividad política como miembro del PT en Apatzingán, siendo candidato a regidor en 2011 y presidente del comité municipal del partido desde ese año hasta 2018; en adición es coordinador del PT en el estado de Michoacán desde 2014 a la fecha. En las elecciones de 2015 fue candidato a presidente municipal de Apatzingán en donde recibió 4,657 votos que le dieron el cuarto lugar en la elección. 
En 2018 fue postulado candidato a diputado federal por el Distrito 12 de Michoacán por la coalición Juntos Haremos Historia, siendo electo a la LXIV Legislatura que concluiría en 2021. En esta legislatura en la Cámara de Diputados fue secretario de la comisión de Desarrollo y Conservación Rural, Agrícola y Autosuficiencia Alimentaria; e integrante de las comisiones Bicamaral de Seguridad Nacional; de Infraestructura; y de Seguridad Pública.
En 2021 fue postulado a la reelección por su mismo distrito, resultado reelecto para la LXV Legislatura, sin embargo el 21 de agosto de ese año, anunció que renunciaba a su militancia en el PT y se unía al Partido de la Revolución Democrática (PRD) y a su bancada a partir de la nueva legislatura.